# Melnîcine (Melnîcine), Bilohirsk
Melnîcine (în ucraineană Мельничне) este localitatea de reședință a comunei Melnîcine din raionul Bilohirsk, Republica Autonomă Crimeea, Ucraina.

## Demografie
Componența lingvistică a localității Melnîcine
     Rusă (53,17%)
     Tătară crimeeană (33,14%)
     Ucraineană (10,97%)
     Alte limbi (0,11%)
Conform recensământului din 2001, majoritatea populației localității Melnîcine era vorbitoare de rusă (53,17%), existând în minoritate și vorbitori de tătară crimeeană (33,14%) și ucraineană (10,97%).